# 11239 Marcgraf
11239 Marcgraf (4141 P-L) là một tiểu hành tinh vành đai chính.